# Phạm Huy Thông
Phạm Huy Thông (1916–1988) là nhà thơ, nhà giáo, và nhà khoa học xã hội Việt Nam.

## Tiểu sử
Phạm Huy Thông sinh ngày 22 tháng 11 năm 1916 tại Hà Nội trong một gia đình làm nghề kinh doanh lớn, có tinh thần dân tộc . Phạm Huy Thông là hậu duệ thế hệ thứ 24 của Phạm Ngũ Lão, và là thế hệ thứ 48 của thượng thủy tổ Phạm Tu. Quê gốc của Phạm Huy Thông ở làng (Đào xá), Đào Quạt, xã Bãi Sậy, huyện Ân Thi, tỉnh Hưng Yên.
Cha ông là nhà tư sản Phạm Chân Hưng, chủ hiệu vàng Chân Hưng (quê gốc Hưng Yên), là người giàu có tiếng ở phố Hàng Bạc trước Cách mạng Tháng Tám, cũng chủ tờ báo Nông - Công - Thương, chủ tịch khu Đông Kinh Nghĩa Thục (bao gồm phố Hàng Bạc và nhiều khu phố lân cận), chủ tịch Tuần lễ vàng đầu tháng 9-1945 do Hồ Chí Minh phát động.
Ngay từ nhỏ ông đã tỏ ra là một người có trí thông minh. Mới 16 tuổi ông đã nổi tiếng tiên phong của phong trào Thơ mới, điển hình là bài Tiếng địch sông Ô. Song thơ ca không phải là niềm đam mê duy nhất.
Năm 21 tuổi, ông đỗ cử nhân Luật tại Viện Đại học Đông Dương.

## Học tập tại Pháp
Năm 1937, ông sang Pháp tiếp tục theo học chương trình đào tạo trên đại học các ngành Sử, Địa, Luật, Kinh tế, Chính trị.
Năm 26 tuổi, ông lần lượt thi đỗ Tiến sĩ Luật và Thạc sĩ sử địa tại Pháp. Năm 31 tuổi, ông được phong Giáo sư giữ chức Uỷ viên hội đồng giáo dục tối cao của Pháp
Năm 1946 tại Paris, ông được chọn giúp việc Chủ tịch Hồ Chí Minh và phái đoàn chính phủ Việt Nam dân chủ cộng hòa ở hội nghị Fontainebleau. Chính những ngày được gần gũi Hồ Chí Minh ông đã chọn cho mình con đường mà Hồ Chí Minh đang đi.
Năm 1949, ông gia nhập Đảng cộng sản Pháp. Năm 1953, ông gia nhập Đảng Lao động Việt Nam.
Năm 1952, ông phụ trách tổ chức Việt kiều hải ngoại. Cũng trong năm đó ông bị trục xuất khỏi Pháp về Sài gòn.
Đầu năm 1955, ông bị chính quyền Pháp đưa về quản thúc tại Hải Phòng.

## Hoạt động tại Việt Nam
Sau khi thoát khỏi nhà tù ông đảm nhiệm cương vị hiệu trưởng Trường Đại học Sư phạm Hà Nội (1956-1966), Viện trưởng Viện Khảo cổ học (1967-1988), Phó Chủ nhiệm Ủy ban Khoa học Xã hội và Nhân văn, Đại biểu Quốc hội khóa II, III.
Trong phong trào chống Nhân văn - Giai phẩm, Phạm Huy Thông cũng có bài viết phê phán nhà triết học Trần Đức Thảo trong chiến dịch đấu tố ông.. Trần Đức Thảo sau này bày tỏ: "  Cách thức tố cáo, buộc tội tôi như thế đã làm cho y sau này bị xấu mặt cả đám văn nghệ sĩ cán bộ. Bởi lúc ấy, những gì mà mỗi trí thức đã viết ra, thì đều phơi bầy cái mặt trái, mặt thật xấu xa, hèn kém của họ".
Năm 1987, ông được bầu Viện sĩ nước ngoài Viện hàn lâm Khoa học Cộng hoà Dân chủ Đức.
Ông mất trong vụ án mạng bí ẩn tại nhà riêng vào ngày 21 tháng 6 năm 1988 tại Hà Nội. Cái chết của ông khá đột ngột, gây bất ngờ với bè bạn.
Phạm Huy Thông đã thể hiện là một người đặc biệt có tài về tổ chức và kinh nghiệm lãnh đạo. Điều đó được thể hiện khi ông lãnh đạo Viện Nghiên cứu khảo cổ học nghiên cứu thành công đề tài "Thời đại các Vua Hùng dựng nước", "Khảo cổ học 10 thế kỷ sau công nguyên", "Khảo cổ học với văn minh thời Trần"... góp phần làm cho Việt Nam trở thành một quốc gia có nền khảo cổ học mạnh tại Đông Nam Á. Ngoài ra ông còn là một nhà thơ, được nhắc đến trong cuốn "Thi nhân Việt Nam" của Hoài Thanh và Hoài Chân.
Theo GS Phan Huy Lê, Phạm Huy Thông là một nhà trí thức uyên bác và tài hoa trên nhiều lĩnh vực, từ thi ca đến luật học, sử học, khảo cổ học, nhưng hình như niềm đam mê suốt đời của ông là lịch sử và chất sử thấm vào ông trên tất cả các sáng tác, nghiên cứu và hoạt động xã hội.
Năm 2000, ông được nhận giải thưởng Hồ Chí Minh về công trình nghiên cứu khảo cổ (Con Moong, trống đồng Đông Sơn và 4 bài dẫn luận thời đại Hùng Vương). Tên ông được đặt cho một con đường vòng quanh hồ Ngọc Khánh tại Hà Nội và con đường mới đẹp nhất (có cả quảng trường) tại quận Gò Vấp TP. Hồ Chí Minh.

## Tác phẩm
Thơ:
- Tiếng địch sông Ô (1936)
- Con voi già
- Anh-Nga (1936)
- Tiếng sóng (1934)
- Yêu-đương (1934)

Sử học, Khảo cổ học:
- Thời đại các Vua Hùng dựng nước
- Khảo cổ học 10 thế kỷ sau công nguyên
- Khảo cổ học với văn minh thời Trần